# The Bronx Is Burning
The Bronx is Burning (littéralement « Le Bronx brûle ») est une mini-série télévisée américaine en 8 épisodes de 60 minutes diffusée entre le 10 juillet 2007 et le 28 août 2007 sur la chaîne ESPN. Cette série ayant pour thème le baseball et située à New York en 1977 est adaptée du livre de 2006 Ladies and Gentlemen, the Bronx is Burning: 1977, Baseball, Politics, and the Battle for the Soul of a City, écrit par Jonathan Mahler.

## Synopsis
Le thème central de la série, dont l'action se déroule en 1977, est l'équipe de baseball des Yankees de New York championne de la Série mondiale 1977, la finale de la Ligue majeure de baseball disputée en octobre cette année-là. La série relate les tensions au sein de l'équipe, en particulier la guerre entre le joueur vedette Reggie Jackson et le gérant Billy Martin, deux fortes personnalités réunies par une autre forte tête, le propriétaire du club George Steinbrenner. En toile de fond se déroulent des événements majeurs qui ont marqué la ville de New York cette année-là, en particulier les meurtres de David Berkowitz, surnommé « le fils de Sam », et les pannes de courant de 2 jours qui entraînent des émeutes.
Le titre de la série et du livre dont The Bronx is Burning est l'adaptation réfèrent à une séquence où le journaliste sportif Howard Cosell, lors du second match de la Série mondiale télédiffusée sur la chaîne ABC, aurait déclaré en ondes : « Mesdames et messiers, le Bronx brûle », alors que l'on montre à l'écran un incendie qui fait rage dans le voisinage du Yankee Stadium, où la partie de baseball est jouée. En réalité, il s'agit d'un mythe car la phrase n'a jamais été prononcée en ondes par Cosell.

## Épisodes
1. The Straw
2. Team in Turmoil
3. Time for a Change?
4. The Seven Commandments
5. Caught!
6. The Game's Not as Easy as It Looks, Fellas
7. Past Combatants
8. Mr. October

## Tournage
Le tournage a lieu à New York ainsi que dans trois villes du Connecticut : New London, Waterford et Norwich. 

## Musique
Des chansons des Ramones composent la bande sonore de la série.

## Anachronismes
La série et le livre qui l'inspire sont en général factuels. Cependant, une référence anachronique est faite à une célèbre publicité de bière Miller Lite diffusée aux États-Unis dans les années 1970 et mettant en vedette Billy Martin et son patron George Steinbrenner, le second menaçant de congédier le premier. La série se déroule en 1977 et la publicité réelle était en fait diffusée en 1978.

## Distribution
- John Turturro : Billy Martin, manager des Yankees.
- Oliver Platt : George Steinbrenner, propriétaire des Yankees.
- Daniel Sunjata : Reggie Jackson, joueur des Yankees.
- Kevin Conway : Gabe Paul, président des Yankees.
- Daryl Blonder : le batboy Ray Negron.
- Rob Lavin : Ken Holtzman, joueur des Yankees.
- Erik Jensen : Thurman Munson, joueur des Yankees.
- Loren Dean : Fran Healy, joueur des Yankees.
- Seth Gilliam : Paul Blair, joueur des Yankees.
- Joe Grifasi : Yogi Berra, alors instructeur des Yankees.
- Mather Zickel : Lou Piniella, joueur des Yankees.
- Alex Cranmer : Graig Nettles, joueur des Yankees.
- Evan Hart : Bucky Dent, joueur des Yankees.
- Dock Pollard : Willie Randolph, joueur des Yankees.
- Lou Provenzano : Ron Guidry, joueur des Yankees.
- Darby Brown : Cliff Johnson, joueur des Yankees.
- Jason Kosow : Catfish Hunter, joueur des Yankees.
- Max Casella : Dick Howser, instructeur des Yankees.
- Leonard Robinson : Mickey Rivers, joueur des Yankees.
- Christopher McDonald : l'ancien joueur étoile Joe DiMaggio.
- Tom Wiggin : l'ancien joueur étoile Whitey Ford.
- Alan Ruck : le journaliste Steve Jacobson.
- Josh Pais : le journaliste Phil Pepe.
- Dan Lauria : le politicien Joseph Borelli.
- Nestor Serrano : Détective Kavanaugh.
- Stephen Lang : l'inspecteur Timothy Dowd.
- John Mahoney : journaliste.
- Casey Siemaszko : Détective Welker.
- Josiah Schlatter : employé du vestiaire du stade.
- Michael Rispoli : le journaliste Jimmy Breslin.
- Paul Marini : David Berkowitz.
- Emily Wickersham : Suzy Steinbrenner.
- Russell Woron-Simons : étudiant.
- Jason Giambi : chauffeur de taxi.